# International Journal of Applied Mathematics and Computer Science
International Journal of Applied Mathematics and Computer Science is een internationaal, aan collegiale toetsing onderworpen wetenschappelijk tijdschrift op het gebied van de informatica en de toegepaste wiskunde. De naam wordt in literatuurverwijzingen meestal afgekort tot Int. J. Appl. Math. Comput. Sci. Het wordt uitgegeven door de Universiteit van Zielona Góra en verschijnt 4 keer per jaar. Het eerste nummer verscheen in 1991.